# MuséoParc Alésia
Pour les articles homonymes, voir Alésia.
Le MuséoParc Alésia est un projet de développement de site sur le lieu de la bataille d'Alésia, bataille décisive de la guerre des Gaules où s’affrontent en 52 av. J.-C. plusieurs dizaines de milliers de soldats de l'armée romaine de Jules César et des centaines de milliers d'hommes de la coalition gauloise de Vercingétorix). Situé à Alise-Sainte-Reine en Côte-d'Or en Bourgogne-Franche-Comté, propriété du département de la Côte-d'Or, responsable du bâtiment et des collections, il est confié en délégation de service public à une Société publique locale appelée MuséoParc Alésia.

## Historique

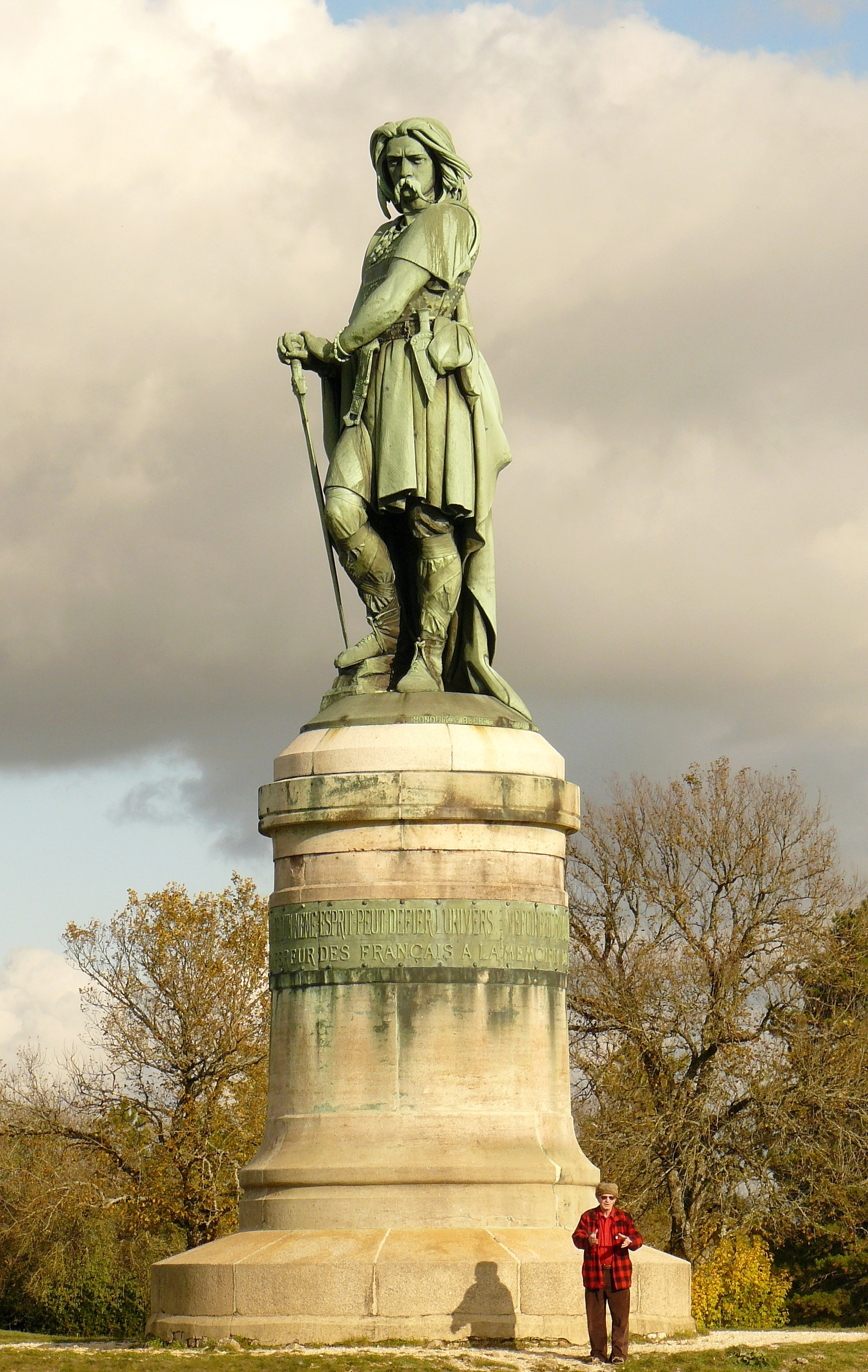
Statue de Vercingétorix du sculpteur Aimé Millet érigée en 1865 sous Napoléon III.

Le centre d'interprétation est devenu en 2021, avec le renouvellement du parcours de visite permanent et l'accueil d'une sélection plus large d'objets issus des fouilles réalisées sur le Mont Auxois, la vitrine principale des collections Alésia. À ce titre, il est désormais plus couramment appelé musée. L'histoire de l'occupation du site du Néolithique à nos jours, en passant par la transition entre le monde celte et le monde gallo-romain, puis l'avènement des premiers chrétiens, jusqu'au village d'aujourd'hui, y sont mis en lumière dans un parcours de visite renouvelé et original ainsi qu'à l'occasion d'expositions temporaires, de reconstitutions grandeur nature et de jeux multimédia.

## Un bâtiment à l'architecture symbolique
Ce bâtiment cylindrique de 1 200 m2 et 52 m de diamètre, entièrement vitré et habillé d'une résille en bois de mélèze évoquant la structure des fortifications, est l'œuvre du cabinet d'architectes Bernard Tschumi urbanistes Architectes. Il répond à la démarche Haute qualité environnementale.[réf. nécessaire]
Conçu sur cinq niveaux, il est structuré par une rampe semi-circulaire et de plan hélicoïdal qui débouche sur une coursive donnant accès au plateau d'exposition et aux salles de conférences. Au premier étage, le plateau d'exposition est divisé en espaces thématiques par des cimaises cintrées. Le deuxième étage abrite un auditorium. Le bâtiment est surmonté d'une terrasse végétalisée qui offre une déambulation annulaire et une vue sur la plaine et le Mont-Auxois.

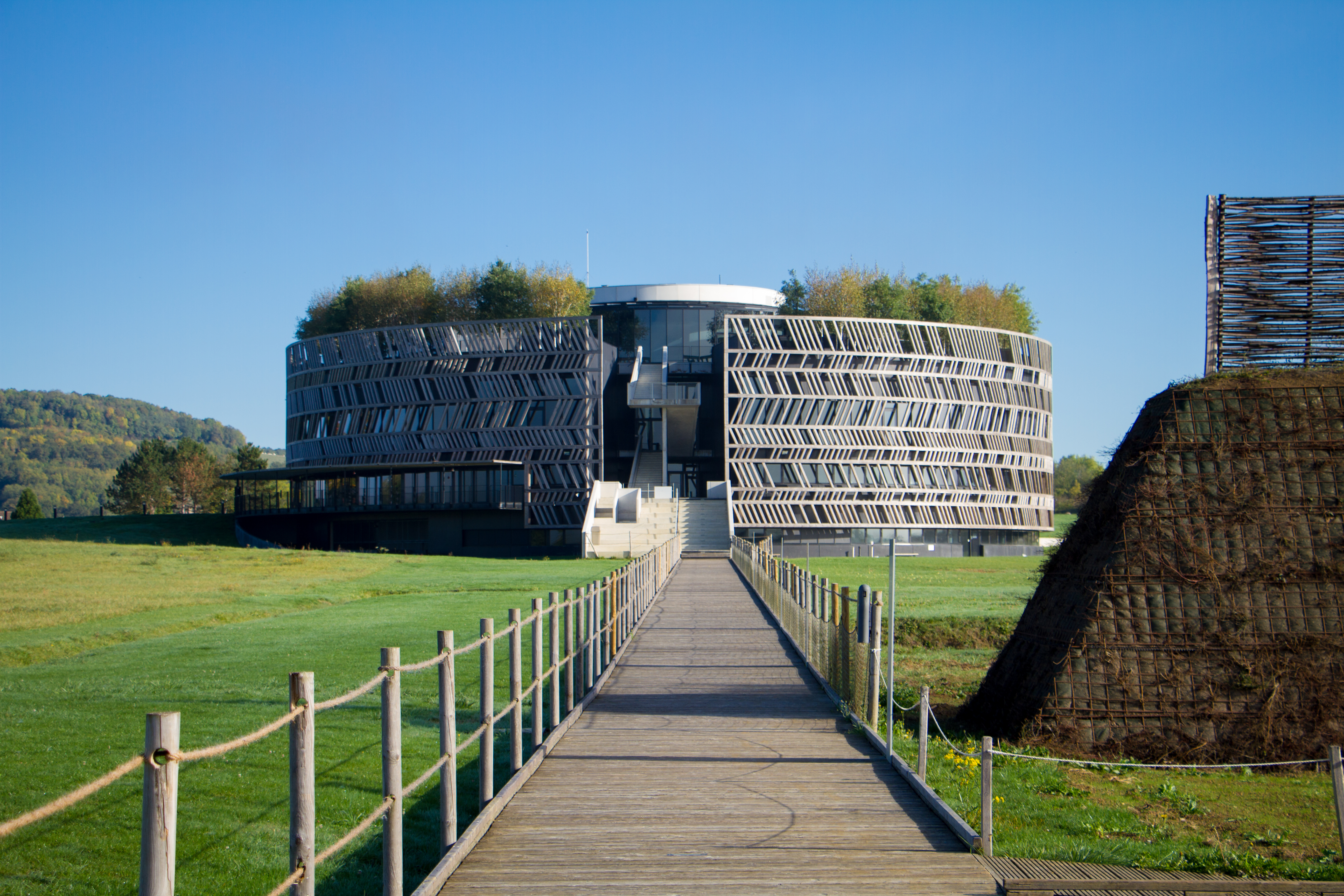
Vue depuis la passerelle reliant le musée aux reconstitutions

## Un paysage aménagé

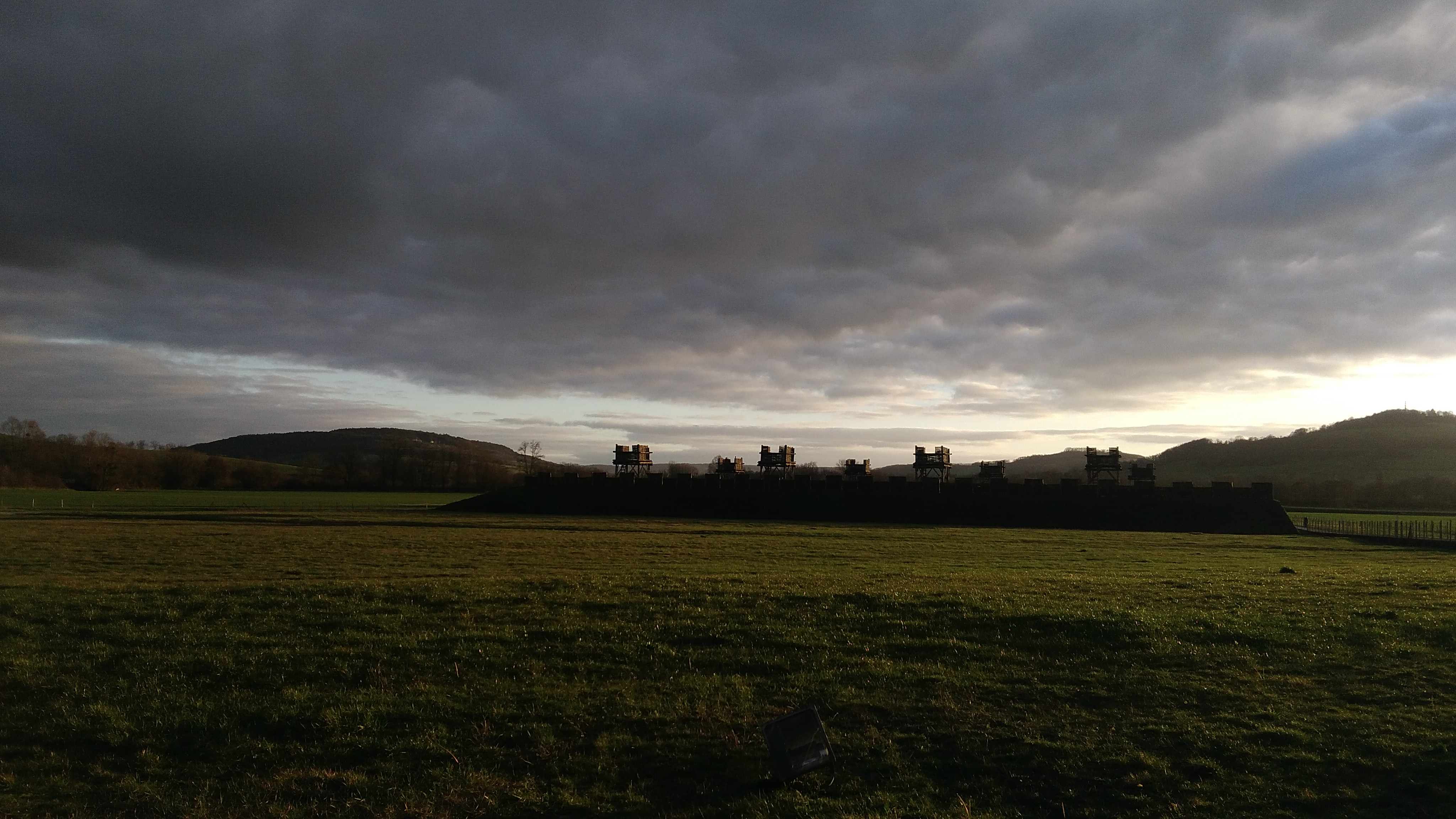
Vue des fortifications par ciel de tempête

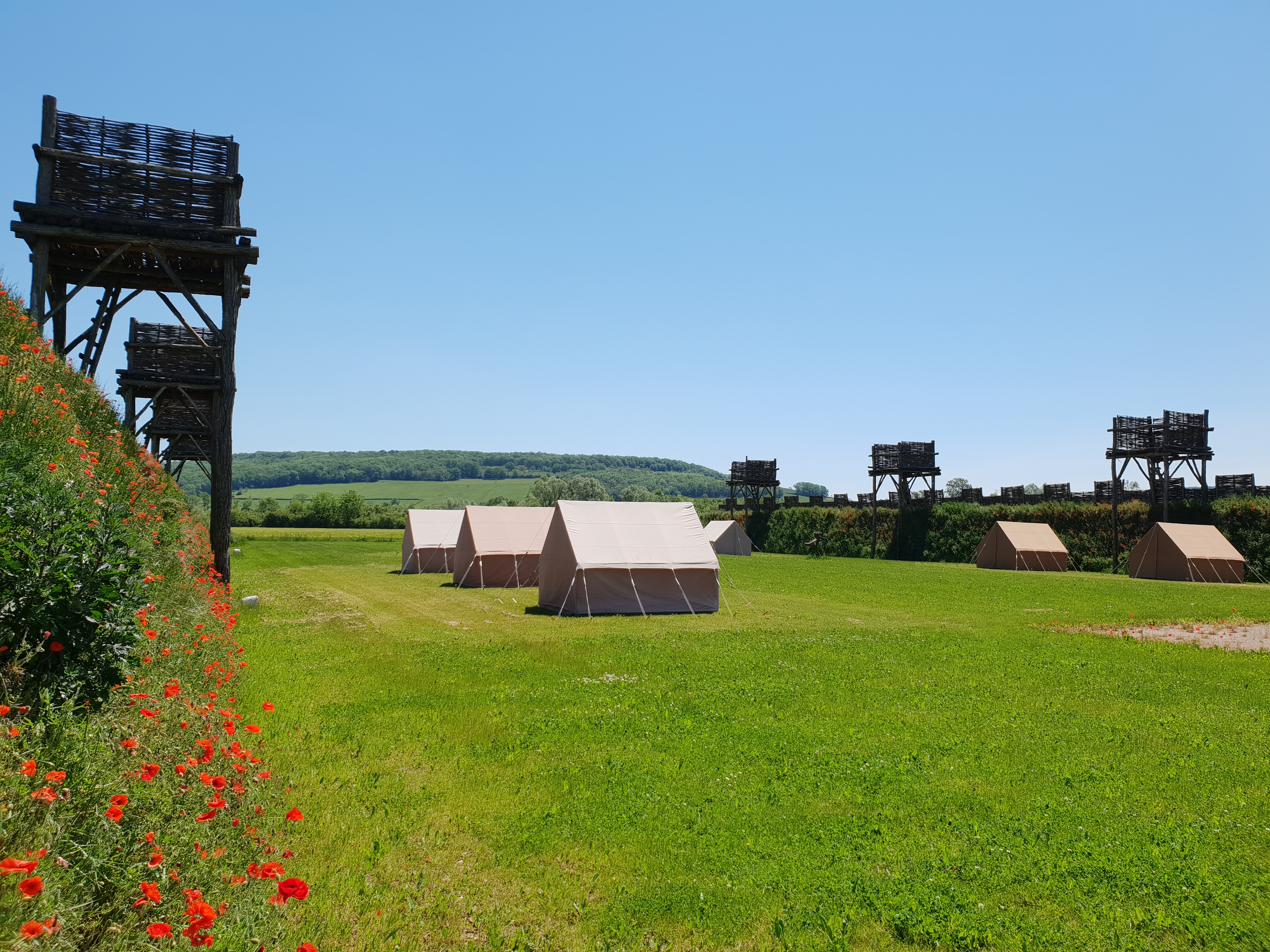
Campement romain entre les deux lignes de défense

Sur le site extérieur contigu de 6 500 m2, aménagé par le paysagiste Michel Desvigne, ont été reconstitués sur une centaine de mètres les doubles fortifications romaines (circonvallation et contrevallation) précédées d'un glacis, avec tours de guet et de défense, fossés, remblai, rempart, palissade et pièges hérissés de pointes (cippi), armes de siège (catapulte et scorpio) restitués grandeur nature : la ligne de fortification intérieure de 15 km qui bloquait les Gaulois sur le Mont-Auxois (contrevallation) et la ligne de fortification extérieure de 21 km qui protégeait les Romains d'une attaque extérieure par l'armée de secours (circonvallation).[réf. nécessaire]

## L'évolution du parcours de visite

### De 2012 à 2021: la bataille d'Alésia et du mythe des origines gauloises
Depuis l'inauguration du centre d'interprétation, le parcours muséographique de l'exposition permanente était centré autour de la bataille d'Alésia et du mythe des origines gauloises, présentés en 12 espaces présentant Jules César et Vercingétorix et leurs armées respectives, le contexte historique de la conquête de la Gaule, les différents aspects de la bataille d'Alésia, l'œuvre archéologique de Napoléon III et enfin la dimension mythique du site d'Alésia et de ses personnages, Vercingétorix, les Gaulois.[réf. nécessaire]

### Depuis juillet 2021: une nouvelle orientation muséographique
Pour présenter l'occupation du site d'Alésia sur le temps long, et les objets étudiés et restaurés depuis 2002 par la conservation départementale du site d'Alésia, une vaste opération de réfection des salles et du parcours scénographique est mise en œuvre. Ce chantier, piloté par le département de la Côte-d'Or, maître d’ouvrage du projet, aboutit à un nouveau parcours de visite intégrant des dispositifs de médiation culturelle innovant. Cette muséographie repensée est ouverte au public le 3 juillet 2021. Plus de 600 objets originaux : collections archéologiques, ethnologiques et documents relatifs à Alésia et au mythe du Gaulois sont présentés entre une coursive du temps épousant la circularité du bâtiment, et huit espaces immersifs dans lesquels se dévoilent les objets des collections.

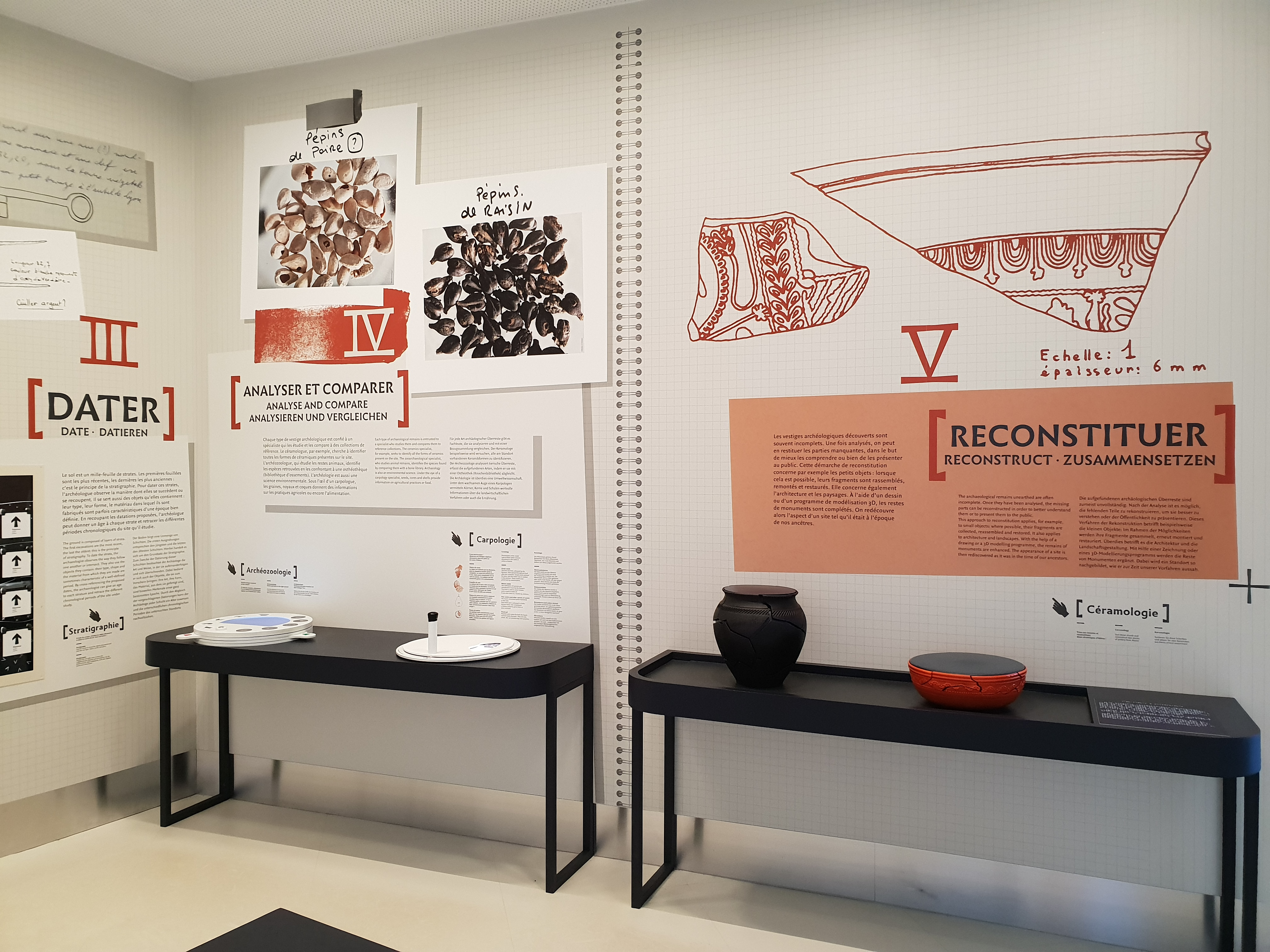
Archéo-lab dans le nouveau parcours du musée

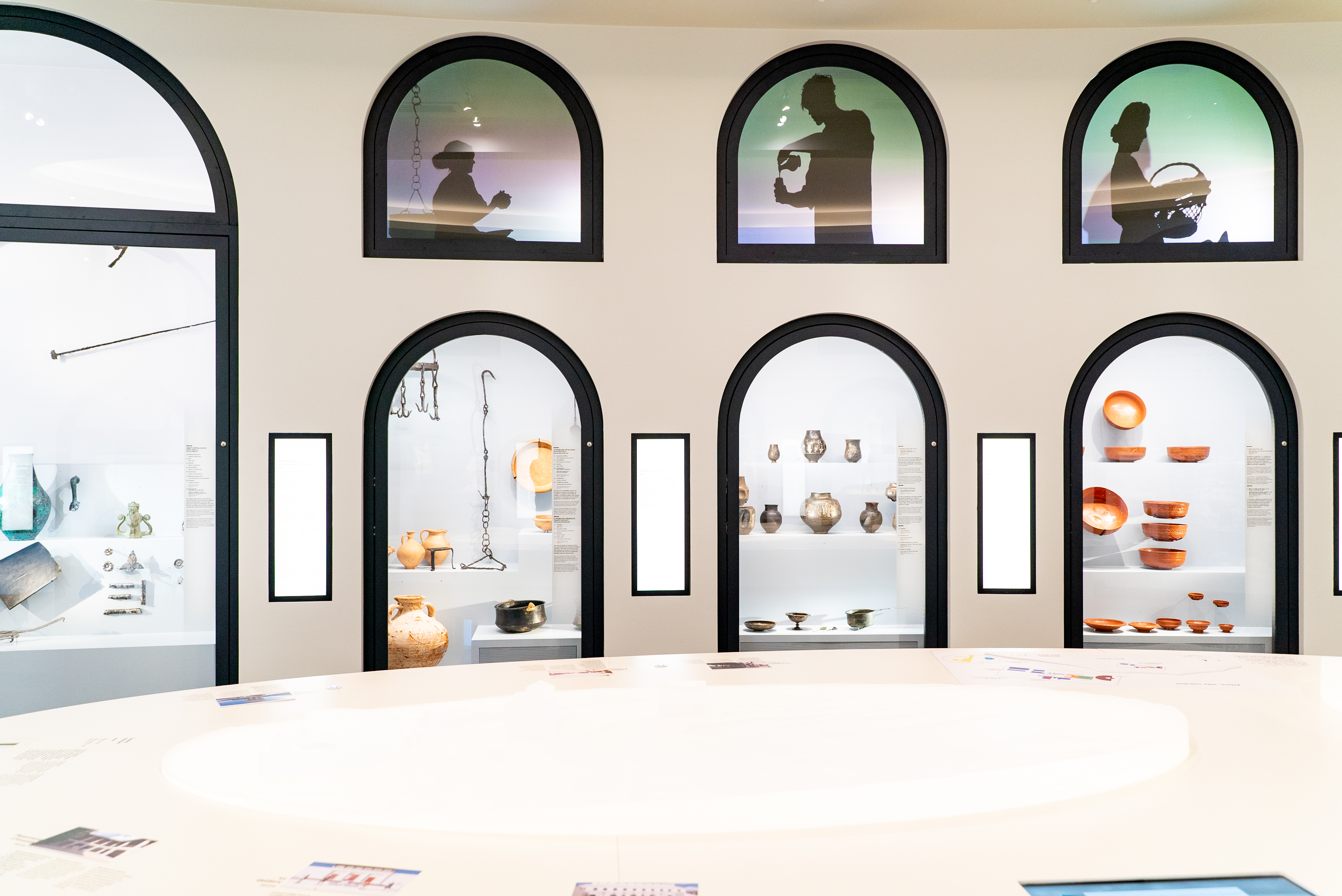
Espace gallo-romain dans le nouveau parcours du musée

## Appellation Musée de France
L'appellation Musée de France, appliquée dès la promulgation de la loi Musées de France aux collections archéologiques et ethnologiques liées au site d'Alésia et conservées par le Département de la Côte-d'Or, a été étendue en 2017 au centre d'interprétation, appelé plus couramment « musée ». Les notices d'une sélection d'objets de la collection sont mises en ligne sur le site Joconde du Ministère de la Culture.